# Третий путь (идеология)
Тре́тья пози́ция, тре́тий путь, тре́тья альте́рнатива — течение фашизма, форма фашизма, отвергающая как капитализм, так и коммунизм, как либеральный капитализм, так и марксизм в пользу «расового социализма»; смесь «левых» и «правых» идей с выраженным неофашистским подтекстом. Восходит преимущественно к национал-большевизму, представлявшему собой соединение национализма и коммунизма, и идеологии братьев Штрассеров, ключевых фигур «левого крыла» германской нацистской партии. Сторонники третьей позиции склонны поддерживать национально-освободительные движения в странах третьего мира, искать союзы с другими этническими сепаратистами, а в последнее время поддерживают движение в защиту окружающей среды. Третья позиция оказала значительное влияние на национал-анархизм. С конца XX века это направление продвигает идею свержения существующих правительств и замены их монокультурными национальными государствами, построенными на идеологии расового превосходства, включая расовый национализм и/или религиозный национализм. Неофашисты третьей позиции действуют в США и Европе, они поддерживают свободную сеть с целью обсуждения общих идей и повестки дня, но в некоторых случаях для проведения встреч и организации финансирования.
Британский учёный Роджер Итвелл писал, что фашизм «преследует цель возглавить социальное возрождение на основе холистически-национального радикального третьего пути».
Ряд фашистских движений после Второй мировой войны называли себя приверженцами третьей позицией вне традиционного политического спектра. Хосе Антонио Примо де Ривера, лидер Испанской фаланги заявил: «По сути, правые выступают за сохранение экономической структуры, хотя и несправедливой, в то время как левые выступают за попытку подорвать эту экономическую структуру, даже если её подрыв повлечёт за собой уничтожение многого, что имеет ценность».
Истоки третьей позиции лежат в национал-большевизме, который первоначально представлял собой направление коммунизма, стремившееся к национальной (а не международной) революции. Вскоре термин стал относиться к нацистам, стремившимся к союзу с Советским Союзом. Наиболее влиятельным был «левый нацист» Отто Штрассер, бывший социалист, выступавший за перераспределение земли и национализацию промышленности. После критики Гитлера за союз с банкирами он был исключен из партии. Его брат, Грегор Штрассер, придерживался тех же взглядов, но оставался нацистом до своей смерти в 1934 году, когда он был убит другими нацистами в Ночь длинных ножей.
Ряд послевоенных фашистов продолжали следовать этому направлению, в том числе Фрэнсис Паркер Йоки и Жан-Франсуа Тириар. Они видели главного врага в Соединённых Штатах и либеральном капитализме, стремились к союзу с Советским Союзом и выступали за солидарность с революционными движениями третьего мира, включая коммунистические революции в Азии и Латинской Америке, а также с арабскими антисионистами, в особенности с теми, с кем они имели общие антисемитские взгляды. Последователи Тириара в Италии сформировали группу «нацистов-маоистов», основанную на этих принципах. После теракта в августе 1980 года в Болонье, унесшего жизни 85 человек, 40 итальянских фашистов бежали в Англию, в том числе Роберт Фиоре, бывший член итальянского ультраправого движения «Третья позиция».
Американские фашистские интеллектуалы Фрэнсис Йоки и Фредерик Вайс выступали за более позитивное отношение к СССР и против Соединённых Штатов и «мирового еврейства». Они оказали влияние на Джеймса Мадоле, который в течение 1950-х годов руководил «Партией национального возрождения» (NRP) в соответствии новыми направлениями фашистского развития, включая позицию «третьего пути», отвергающую как капитализм, так и коммунизм. Отвергнув прежнюю праворадикальную позицию антисемитизма и антикоммунизма, NRP изменила своё отношение к Советскому Союзу. Мадоле согласился с мнением Вайса и Йоки, что Советский Союз к 1939 году ликвидировал первоначальное «еврейско-большевистское» руководство революцией в пользу сталинизма, который представлялся им ярко выраженной националистической формой социализма. Идеи Йоки, Вайса и Мадоле сильно расходилась с традиционной для американской ультраправой среды позицией поддержки Холодной войны и борьбы с мировым коммунизмом.
Фиоре принял член Национального фронта Майкл Уокер, редактор Scorpion. Эта газета впоследствии распространяла идеи третьей позиции и «новых правых» в «Британском национальном фронте». Идеи третьей позиции также распространялись «Национальным фронтом» через журнал Rising. После раскола 1986 года это новое влияние привело к перестройке политики партии. Видные члены посетили Ливию в период правления Каддафи, положительно отзывались об иранском аятолле Хомейни и установили связи с «Нацией ислама» в Соединённых Штатах.
Фиоре был главой отколовшейся фракцией «Британского национального фронта», создавшей неофашистскую организацию «Международная третья позиция» (International Third Position, ITP). ITP имела идеологию, представляющую собой смесь левых и правых идей — например, идеи защиты окружающей среды и перераспределения богатства — с расистской программой, в рамках которой евреи и иммигранты считаются главными врагами. Первоначально ITP дистанцировалась от традиционного фашизма и нацизма, продвигая «расовый сепаратизм», а не прямой расизм. ITP действовала скорее как элитная организация, чем как массовое движение. Продвигая идеал сельского традиционализма с принципом «назад к земле», в 1997 году группа приобрела отдалённую испанскую деревню Лос-Педричес. Эта инициатива финансировалась через благотворительную организацию «Святой Архангел Михаил». Группа позиционировалась как аполитичная римско-католическая благотворительная организация, имевшая несколько благотворительных магазинов в Великобритании, но в 1999 году они была раскрыта в прессе как прикрытие ITP.
Чип Берлет и Мэтью Лайонс писали, фашизм третьей позиции повлиял на такие американские группы, как «Белое арийское сопротивление (WAR)», «Американский фронт» и «Национальный альянс». Пастор организации «Христианская идентичность» Боб Майлз также придерживался схожих взглядов. Подобно «Национальному фронту», американские фашисты Том Мецгер и Линдон Ларуш также налаживали связи с «Нацией ислама». «Национальный альянс» включил в свою политику третью позицию и пытался перевербовать левых активистов, запустив поддельный антиглобалистский веб-сайт, а в августе 2002 года провёл «митинг солидарности с Палестиной» в Вашингтоне, округ Колумбия.
Согласно книге Мирко Петерсена (PhD), опыт третьей позиции в Аргентине имел разные идеологические аспекты. Одним из источников вдохновения для перонистской третьей позиции была идея фашистов создать альтернативу либерализму и коммунизму. Хуан Перон, посетивший Италию в начале Второй мировой войны, был особенно вдохновлен политической организацией режима Муссолини, а католико-националистические круги в Аргентине выражали взгляды, сходные со взглядами испанского диктатора Франко. Следуя католико-националистическому мировоззрению, третья позиция может пониматься как выражение «испано-католической цивилизации», превосходящей как «славянскую», так и «англосаксонскую цивилизации», представленные двумя сверхдержавами времён Холодной войны. По мнению Петерсена, «важно рассматривать фашизм и католический национализм как источники вдохновения для перонизма — особенно в отношении политической организации и иконографии». Согласно Петерсону, это измерение третьей позиции может ввести в заблуждение интерпретировать перонизм в евроцентристской манере и понимать его как южноамериканскую версию европейского тоталитарного и авторитарного опыта. Однако Аргентина оставалась нейтральной как в Первой, так и во Второй мировой войне, и существовала традиция аргентинского нейтралитета и невмешательства в международные войны. Эта позиция вышла далеко за рамки перонизма и стала консенсусом для многих консерваторов и либералов.
Согласно отчету Южного центра правовой защиты бедноты (SPLC), в Интернете действуют сайты, продвигающих сочетание «левых» и «правых» идей; многие из ресурсов имеют ярко выраженный неофашистский подтекст. Зафиксирован рост числа сайтов, посвящённых идеологии «третьей позиции». SPLC выделяет две группы таких сайтов. Первая группа связана с «Европейским фронтом освобождения» и его союзником, «Комитетом связи за революционный национализм». Многие из тех, кто стоит за этой первой группой сайтов, являются приверженцами одинизма, неоязыческой религии, популярной среди скинхедов. Вторая группа сайтов связана с ключевой британской группой ITP. Первая группа резко критикует вторую, выступая против её правого католицизма. К первой группе принадлежит «Американский фронт», крупнейшая группа третьей позиции в Соединённых Штатах. Ресурсы первой группы могут продвигать идею «национальной революции» и антисионистскую риторику.